# Le Cimetière
Le Cimetière est un tableau réalisé par le peintre russe Marc Chagall en 1917. Cette toile de lin exécutée à la peinture à l'huile et au crayon représente un cimetière juif. Elle est conservée au musée national d'Art moderne, à Paris.